# Orcinàs
Orcinas és un municipi francès al departament de la Droma (regió d'Alvèrnia-Roine-Alps. L'any 2007 tenia 28 habitants.

## Demografia

### Població
El 2007 la població de fet d'Orcinas era de 28 persones. Hi havia 12 famílies de les quals 8 eren parelles sense fills i 4 parelles amb fills. La població ha evolucionat segons el següent gràfic:

### Habitatges
El 2007 hi havia 21 habitatges, 13 eren l'habitatge principal de la família i 8 eren segones residències. 18 eren cases i 1 era un apartament. Dels 13 habitatges principals, 11 estaven ocupats pels seus propietaris, 1 estava llogat i ocupat pels llogaters i 1 estava cedit a títol gratuït; 1 tenia dues cambres, 2 en tenien tres, 7 en tenien quatre i 3 en tenien cinc o més. 9 habitatges disposaven pel capbaix d'una plaça de pàrquing. A 3 habitatges hi havia un automòbil i a 9 n'hi havia dos o més.

### Piràmide de població
La piràmide de població per edats i sexe el 2009 era:
| Homes | Edats   | Dones |
| ----- | ------- | ----- |
| 0     | 95 o +  | 0     |
| 0     | 90 a 94 | 0     |
| 0     | 85 a 89 | 0     |
| 4     | 80 a 84 | 0     |
| 4     | 75 a 79 | 0     |
| 0     | 70 a 74 | 4     |
| 4     | 65 a 69 | 0     |
| 0     | 60 a 64 | 0     |
| 0     | 55 a 59 | 4     |
| 0     | 50 a 54 | 0     |
| 0     | 45 a 49 | 0     |
| 0     | 40 a 44 | 0     |
| 0     | 35 a 39 | 0     |
| 4     | 30 a 34 | 4     |
| 0     | 25 a 29 | 4     |
| 0     | 20 a 24 | 0     |
| 0     | 15 a 19 | 0     |
| 0     | 10 a 14 | 4     |
| 0     | 5 a 9   | 0     |
| 0     | 0 a 4   | 8     |

## Economia
El 2007 la població en edat de treballar era de 17 persones, 14 eren actives i 3 eren inactives. De les 14 persones actives 13 estaven ocupades (9 homes i 4 dones) i 1 aturada (1 dona i 1 dona). De les 3 persones inactives 1 estava jubilada, 1 estava estudiant i 1 estava classificada com a «altres inactius». L'únic establiment que hi havia el 2007 era d'una empresa de serveis. L'any 2000 a Orcinas hi havia cinc explotacions agrícoles.

## Poblacions properes
El següent diagrama mostra les poblacions més properes.